# Михайловка (Гафурийский район)
Михайловка (баш. Михайловка) — деревня в Гафурийском районе Республики Башкортостан Российской Федерации. Входит в состав Бурлинского сельсовета. 

## География

### Географическое положение
Расстояние до:
- районного центра (Красноусольский): 37 км,
- центра сельсовета (Бурлы): 7 км,
- ближайшей ж/д станции (Белое Озеро): 5 км.

## История
До 10 сентября 2007 года называлась деревней Ивановкой.

## Население
| 2002 | 2009 | 2010 |
| ---- | ---- | ---- |
| 6    | ↘3   | →3   |